# ألان كادمان
ألان كادمان هو سياسي أسترالي، ولد في 26 يوليو 1937 في سيدني في أستراليا. نشط حزبياً في الحزب الليبرالي الأسترالي. وقد انتخب عضو مجلس النواب الأسترالي ‏ عن دائرة Division of Mitchell ‏ (18 مايو 1974 – 17 أكتوبر 2007).